# Montgomery megye (Alabama)
Montgomery megye az Amerikai Egyesült Államokban, azon belül Alabama államban található. Az állam déli-középső részén található Montgomery megye az állam kormányának székhelye. Montgomery városát, amely ma az állam fővárosa, gyakran a Konföderáció bölcsőjeként emlegetik, mert 1861-ben rövid ideig az Amerikai Konföderációs Államok első fővárosaként szolgált. A huszadik század közepén Montgomery lett az ország polgárjogi mozgalmainak szülőhelye, amikor Rosa Parks nem volt hajlandó átadni a helyét egy fehér utasnak egy városi buszon. Montgomery megye a gyapotra támaszkodó gazdaságból egy modern diverzifikált gazdasággá fejlődött, amely magában foglalja az autóipart és a katonai bázisokat. Montgomery megyét egy választott öttagú bizottság irányítja, és két bejegyzett közösséget foglal magában. Megyeszékhelye és legnagyobb városa Montgomery. Lakosainak száma 228 954 fő (2020. április 1.). Montgomery megye Elmore, Autauga, Bullock, Crenshaw, Macon, Pike és Lowndes megyékkel határos.

## Történet
Montgomery megyét a Mississippi Területi Törvényhozás 1816. december 6-án hozta létre . A megyét Lemuel Montgomery Tennessee -i őrnagy tiszteletére nevezték el , aki az 1813–1414-es Creek-háború során az első amerikai katona volt, aki meghalt a Horseshoe Bend-i csatában . Montgomery városa a megyeszékhely, és 1846-ban az állam állandó fővárosává választották. A megyét Monroe megyéből faragták ki, és eredetileg Alabama középső részének nagy részét magába foglalta . Később Elmore , Bullock és Crenshaw megyékre osztották fel . A Montgomery megyét létrehozó törvény előírta, hogy a bíróságok kezdetben Fort Jacksonban üljenek össze , amely a Coosa és a Tallapoosa folyók találkozásánál, valamint a Creek-i indiánok Andrew Jackson tábornoknak való átadás helyén található, a mai Elmore megyében. A bíróságok csak 1818 júniusáig találkoztak ott, majd a közeli Alabama Townban találkoztak, amelyet John Scott tábornok alapított, aki több más Georgia államból érkező telepessel együtt alapította a várost az Alabama folyó partján. A férfiak elhagyták, amikor egy New England-i csoport Andrew Dexter vezetésével egy közeli várost alapított a mai Montgomery belvárosában, és New Philadelphiának nevezte el. Scott és társai ezután új várost építettek East Alabamának nevezték. Kelet-Alabama polgárai magukat riválisnak tekintve New Philadelphiát megvetően Yankee Townként emlegették. A keserű rivalizálás azonban véget ért, amikor a városok 1819. december 3-án egyesültek, és Montgomery városa lett, közvetlenül Alabama államként való felvétele előtt.
Montgomery városa virágzott, és 1822-ben megyeszékhely lett, 1846-ban pedig Alabama állandó fővárosa. Bár ugyanazt a nevet viseli, mint a megye, a várost egy másik személy, Richard Montgomery vezérőrnagy tiszteletére nevezték el, aki életét vesztette a függetlenségi háborúban a Quebec elleni támadásban. Montgomery városa és megye számos első esemény helyszíne volt, azzal a különbséggel, hogy a polgárháború és a polgárjogi mozgalom szülőhelyeként ismert . 1861. február 18-án Jefferson Davis letette az Amerikai Konföderációs Államok elnöki hivatali esküjét annak kezdeti fővárosában, Montgomeryben. Montgomeryből táviratot küldtek a Charleston Harborban található Fort Sumter bombázásának engedélyezésére, és ezzel megkezdődött a polgárháború. Kilencvennégy évvel később, 1955. december 1-jén Montgomery a polgárjogi mozgalom születését meghatározó esemény házigazdája volt , amikor Rosa Parks nem volt hajlandó átadni helyét egy montgomeryi városi busz fehér utasának. Tíz évvel később Martin Luther King  az állam fővárosából elmondott beszédével fejezte be a Selma-to-Montgomery-i menetet a szavazati jogokért. A Civil Rights Memorial and Memorial Center , amely a Washington Avenue túloldalán található a Southern Poverty Law Center központjától , azoknak az embereknek állít emléket, akik a polgárjogi mozgalom során vesztették életüket.
Montgomery megyében technológiai elsők is születtek. 1886-ban üzembe helyezték az ország első elektromos villamosrendszerét Montgomeryben, és 1910-ben a Wright Brothers megalapította az első repülőiskolát a repülősök számára az Alabama folyó közelében, amely később Maxwell légibázis lett . Orville Wright rögzítette Alabama történetének első motoros repülését, a helyi sajtó pedig arról számolt be, hogy "1910. március 26-án egy különös új madár szárnyalt a Montgomerytől nyugatra fekvő gyapotföldek felett". Ez a helyszín később repülőjavító raktár lett, és végül teljes körű légibázissá fejlődött, amely ma az Air University otthona , az Egyesült Államok Légierejének professzionális katonai oktatási központja.

## Népesség
A 2020-as népszámlálási becslések szerint Montgomery megye lakossága 228 954 volt. Ennek 57,9 százaléka afroamerikainak, 34,7 százaléka fehérnek, 3,5 százaléka spanyolnak, 3,1 százaléka ázsiainak, 2,8 százaléka két vagy több rasszúnak és 0,2 százaléka indiánnak vallotta magát. A megyeszékhely és az állam fővárosa, Montgomery a megye legnagyobb városa, becsült lakossága 199 054. További jelentős lakossági központok a Pike Road és a Pine Level. A háztartások medián jövedelme 51 963 dollár volt, szemben az állam egészének 52 035 dollárjával, az egy főre jutó jövedelem pedig 29 543 dollár volt, szemben az állam egészének 28 934 dollárjával.
A megye népességének változása:
| Lakosok száma | 229 805 | 231 535 | 229 293 | 226 659 | 226 519 | 228 954 |
|               | 2010    | 2011    | 2012    | 2013    | 2015    | 2020    |

## Gazdaság
A gőzhajó megjelenése , az állam fővárosának Tuscaloosából való áthelyezése , valamint a gyapotkereskedelem ösztönözte Montgomery megye antebellum gazdaságát. A megye legkorábbi időktől fogva a gyapottermelés volt a legfontosabb helyi iparága, a tizenkilencedik század elején telepítették a környéken az első kereskedelmi pamutgint. Montgomery hamarosan a régióból származó gyapotszállítás fontos kikötőjévé vált. 1844-ben Henry Lehmant, egy Németországból érkezett bevándorlót elcsábította a gazdaság lehetősége, és egy kis vegyesboltot nyitott Montgomery városában. Hat évvel később Emanuel és Mayer testvérek csatlakoztak hozzá, és elnevezték az üzletet Lehman Brothers-nek . A polgárháború megzavarta Lehmanék üzletét. Amikor a háború véget ért, a testvérek északra költöztek, és New Yorkba összpontosították tevékenységüket, ahol segítettek létrehozni a Cotton Exchange-et. Virágzó vállalkozásuk később napjaink globális pénzügyi egységévé fejlődött. Más vállalkozások is megszenvedték a polgárháború hatásait, de a megye gazdasága fellendülésnek indult a textilipar növekedésével és a mezőgazdasági iparágak diverzifikációjával . Montgomery a gyapot, a tejtermékek és más mezőgazdasági termékek fontos feldolgozó és szállító központja lett, és ma is az .
Ahogy Montgomery megye előrehaladt a huszadik századba, gazdaságát egyre jobban befolyásolta, megerősítette és stabilitást adott a helyi, állami és szövetségi kormányzat jelenléte a fővárosban, és ez továbbra is így van. Ezek az egyesített kormányzati szervek a munkaerő csaknem 25 százalékának adnak munkát.

## Foglalkoztatás
A 2020-as népszámlálási becslések szerint Montgomery megyében a munkaerő a következő ipari kategóriák között oszlik meg:
```
Oktatási szolgáltatások, valamint egészségügyi és szociális segélyek (23,1 százalék)
Feldolgozóipar (11,2 százalék)
Szakmai, tudományos, gazdálkodási, valamint adminisztratív és hulladékgazdálkodási szolgáltatások (11,2 százalék)
Kiskereskedelem (10,9 százalék)
Közigazgatás (10,6 százalék)
Művészetek, szórakoztatás, rekreáció, valamint szállás- és étkezési szolgáltatások (9,6 százalék)
Pénzügy és biztosítás, valamint ingatlan, bérbeadás és lízing (5,6 százalék)
Egyéb szolgáltatások, kivéve a közigazgatást (5,0 százalék)
Szállítás és raktározás, valamint közművek (5,0 százalék)
Építőipar (4,0 százalék)
Nagykereskedelem (2,2 százalék)
Információ (1,2 százalék)
Mezőgazdaság , erdőgazdálkodás , halászat és vadászat , valamint kitermelő (0,4 százalék)
```

A megye egyetlen vezető munkáltatója a Maxwell-Gunter légibázis, amely körülbelül 12 700 munkahelyet biztosít. 2003-ban a koreai tulajdonú Hyundai 1,1 milliárd dolláros autóipari összeszerelő és gyártó üzemet épített Montgomery városától délre, és további 2700 munkahelyet teremtett a megyében. További vezető munkáltatók közé tartozik Alabama állam, a Baptist Health System, a Montgomery Public Schools, az ALFA Biztosítótársaságok, Montgomery városa, a Jackson Kórház és Klinika, valamint a Rheem Manufacturing Company.

## Oktatás
A Montgomery Public School System Montgomery megye összes állami iskolájából és 35 általános iskolából, 11 alsó/középiskolából és nyolc középiskolából áll. A becslések szerint Montgomery megyében az iskoláskorú gyerekek körülbelül 17 százaléka jár magániskolába. Montgomery megye számos felsőoktatási intézménynek ad otthont, köztük az Alabama Állami Egyetemnek , amely egy történelmileg fekete intézmény, amelyet 1867-ben alapítottak egykori rabszolgák Marionban , Perry megyében, és 1887-ben Montgomerybe helyezték át; Auburn University at Montgomery (AUM), az Auburn Egyetem nagyvárosi kampusza, amelyet az alabamai törvényhozás hozta létre 1967-ben; Huntingdon College , egy metodistához kötődő szabad művészeti főiskola, amelyet 1854-ben alapítottak Tuskegee -ben , és 1910-ben Montgomerybe költöztek át; A Faulkner Egyetem, egy 1942-ben alapított keresztény bölcsészeti iskola, korábban Alabama Christian College néven ismert; és a Jones School of Law, amelyet 1928-ban Walter B. Jones jogász ( Thomas Goode Jones alabamai kormányzó fia ) alapított, és jelenleg a Faulkner Egyetemmel áll kapcsolatban.

## Földrajz
Montgomery megye az állam déli-középső részén található, a Coastal Plain fiziográfiai szakaszán belül , és 793 négyzetmérföldet foglal magában. Az Alabama és a Tallapoosa folyók alkotják északi határait Autauga és Elmore megyével. Keleten Macon és Bullock megye, délen Pike és Crenshaw megye, nyugaton Lowndes megye határolja.
Montgomery megye fő közlekedési útvonalai az Interstate Highway I-65, amely észak-déli irányú, és az I-85, amely kelet-nyugati irányú. További útvonalak a megyében: US Highways 31, 231, 331, 80 és 82. A megye összes fő közlekedési útvonala Montgomery városán halad keresztül. A Montgomery városától hat mérföldre délnyugatra található Montgomery regionális repülőtér négy belföldi légi fuvarozót támogat, és létesítményeket biztosít az alabamai hadsereg és a légi nemzeti gárda számára.

## Események és látnivalók
Montgomery megye számos szabadidős és kulturális tevékenységet kínál. Montgomery városában 19 városi park található, köztük az Oak Park, amely a WA Gayle Planetáriumnak ad otthont . A Lagoon Park Golf Course egy par-72 bajnoki pálya, amely egész évben nyitva tart. A Montgomery's Riverwalk Stadion ad otthont a Montgomery Biscuitsnak, amely a Tampa Bay Rays baseballcsapat egyik leányvállalata.
A polgárháború és a polgárjogi mozgalom számos helyszínt biztosít a turisták számára, a Konföderáció Első Fehér Házától a Dexter Avenue King Memorial Baptist Church- ig . Jefferson Davis és Martin Luther King is történelmi beszédet mondott az állam fővárosa épületei elől. A megye további érdekes helyszínei közé tartoznak az olyan különféle alakoknak szentelt múzeumok, mint Hank Williams Sr. , Rosa Parks , valamint F. Scott és Zelda Fitzgerald . Montgomery megye ad otthont az Alabama Shakespeare Fesztiválnak is , amely évente több mint 300 000 látogatót vonz a világ minden tájáról. A Montgomery Szépművészeti Múzeum a Shakespeare Fesztivál mellett található a Winton M. Blount Kulturális Parkban, és olyan művészek festményeit tartalmazza, mint Rembrandt, Goya és John Singer Sargent. A Montgomery Állatkertben a világ összes kontinenséről származó állatok találhatók, valamint minivonat, felvonó, játszótér és étkezési lehetőség is rendelkezésre áll.